# Arenaria conferta
Arenaria conferta är en nejlikväxtart. Arenaria conferta ingår i släktet narvar, och familjen nejlikväxter.

## Underarter
Arten delas in i följande underarter:
- A. c. conferta
- A. c. serpentini